# (37190) 2000 WC63
2000 WC63 (asteroide 37190) é um asteroide da cintura principal. Possui uma excentricidade de 0.22807150 e uma inclinação de 24.78622º.
Este asteroide foi descoberto no dia 28 de novembro de 2000 por Charles W. Juels em Fountain Hills.